# Краљевина Картлија-Кахетија
Картли-кахетинско краљевство (груз. ქართლ-კახეთის სამეფო) је грузијска држава, која је основана 1762. године као резултат уједињења две исочно-грузијске државе, краљевства Картил са Краљевством Кахети, која је као независна држава постојала од распада Грузије у XV веку.
Од почетка 16. века, и потврђивања мира у Амасију 1555. године, оба краљевства су се наизменично налазила под персијском влашћу, све до смрти персијског Надир-шаха 1747. године када су оба краљевства под енергичним Ираклијем II, дефакто прогласили независност и уједињење.
Ираклије је успео да после векова периодичних персијских окупација Грузије , успео је да осигура независност у време обнове царства под Задн династијом која је завладала Ираном после грађанског рата и хаоса који је потресао Персију. Године 1783. закључио је Георгијевски споразум, чиме ће и формално Грузија доћи под заштиту руског цара, и која ће бити номинална гаранција заштите Грузије од персијских претензија као и од “ сваког освајања или напада на Грузију”. До 1790. године на власт у Ирану долази још моћнија династија Каџара коју је основао Мухамед-хан, и који ће се показати као кључна фигура током кратког постојања овог царства.
У наредних неколико година, након што је осигурао иранске земље, нови персијски цар прво је кренуо у поновно освајање Кавказа како би га поново укључио у персијке поседе. Недуго затим затражио је од Ираклија II да поништи уговор који је склопио са Русијом и да добровољно прихвати персијско сизеренство и тако поврати мир и просперитет својој држави, што је Ираклије II одбио, да би затим Маухамед- хан напао Карли-Кахетинско краљевство, заузевши Тбилиси, и у потпуности га вратио под персијску власт.
Наредних година уследио је период током којег су владли хаос и опште пометње, он се завршио 1801. године званичном анаексијом од стране Александра I Руском царству за време владавине Ираклијевог сина Георгија XI на грузијском престолу. Након Руско-персијског рата (1804—1813), Персија је и званично уступила ове пределе Руском царству, што је означило почетак централне улоге Русије у историји Кавказа и Грузије.

## Историја
Историјски гледано, Картли је била доминантна покрајина у Грузији, али у то време, она је била ослабљена због иранске војне инвазије и упада из неколико суседних краљевстава са истока.Стога, је краљевина Кахети постала најјача држава са престоницом у граду Телави, који је постао престоница нове државе.Уједињење ових држава није спречило Персију да касније поново стави под своју контролу све ове територије, што је покушавала у више наврата током 16 века.
Тражећи заштиту од ових напада, 1783. краљ Ираклије II закључио је Георгијевски споразум са Русијом, као резулта овог споразума извршен је пренос овлашћења на Русију по питању : одбране и спољних послова, и најважније, што је проглашена независност од Персије и других великих сила. Међутим, упркос свим овим уступцима учињеним Русији,Ираклије II успешно је одржао унутрашњу аутономију своје државе.

## Персијска инвазија
Након смрти Надир-шаха, караљевине Картли и Кахети ослободиле су се персијске власти, а затим су се ујединиле путем персоналне уније под краљем Ираклијем II 1762. године. Између 1747. и 1795. године Ираклије је био приморан на опрезне потезе, због догађаја који су се одигравали у самој Персији, која је и сама проживљавала унутрашњу кризу, како би сачувао грузијску самосталност за време Занд (династије) периода. Ираклије II je 1783. године ставио своју сржаву под покровитељство Русије потписивањем Георгијевског споразума. Током последњих неколико деценије 18. века, Грузија је постала моного важнији елемент у руско-персијским односима него поједине територије на северу Ирана, као што су Мазандаран или чак Гилан. За разлику од Петра I , Катарина Велика, која је у том периоду владала Русијом, гледала је на Грузију као на стуб своје кавкаске политике, ради остваривања својих нових аспирација она је требало да послужи као база за операције које ће се спроводити против Персије и Османлијског царства, који су у том периоду представљали главне политичке ривале Русије у том региону. Поред тога, могућност за запоседање још једне луке на грузијској обали Црног мора могло је бити идеално решење за нарстајуће потребе Русије. Ограничени Руски контингент од два пешадијска батаљона са четири артиљеријска оруђа стигао у Тбилиси 1784., али је повучен, упркос очајничким протестима Грузије, а 1787. због новог рата против Османлијске Турске који се одвијао на другом фронту.
Последице ових догађеја осетиће се неколико година касније, када ће нова династија, Каџара изаћи као победник после дуготрајних борби за власт у Персији. Каџар-шах, Ага Мохамед Кан, као свој први циљ,  поставио је решавање питања Кавказа тако што би он поново био враћен под перијску власт. За Мохамед Кана, поновно враћања Грузије у састав Персијског царства био је део истог процеса који је довео под његову власт Шираз, Исфахан и Табриз. Он је, желео да Грузија као у време његових претходника Сафавида и Надир-шаха, поново постане персијска покрајина као и свака друга нпр. Хорасан. Према Кембриџкој Историји Ирана, стална отцепљивања територија била су незамислива за персијанце који су сматрали да се у таквим ситуацијама мора пружити енергичан отпор онако како би се спречило одвајање провинције Фарс, Гилан или било који други део царства. То је био логичан потез Ага Мохамед Кана који је био неопходан како би се освајањем Кавказа повратиле изгубљене покраине, које су се осамосталиле после смрти Надир-шаха и пропасти Занд династије, што је у очима персијанаца сматрано издајом када се Грузија одвојила.
Током периода мира који је уследио после сталних унутрашњих сукоба и превирања и успостављања реда у северним, западним и централним деловима Ирана, персијанци су од Ираклија II затражили да раскине споразум који је претходно закључио са Русијом, и да прихвати врховну власт Персије, у замену за мир и безбедност у његовом краљевству. Османлије, персијски супарници у том подручју признали су персијанцима право над Картли и Кахети државама први пут после четири века сукоба око тих територија. Ираклије II је затим обрати од свом формалном савезнику,Руској царици Катарини II , молећи за барем 3000 руских војника, био је игнорисан, тако да је Грузија на крају била препуштена сама себи у отклањању персијске опасности. Упркос томе Ираклије II је идаље одбацивао ултиматум персијанаца.
Недуго затим Ага Мохамед Хан је прешао реку Арас, након промене поменуте ситуације током кој је придобио подршку вазалних ханова из Јеревана и Гање, упутио је Ираклију последњи ултимату, који је овај поново одбио, али је послао свог изасланика у Санкт Петербург. Гудович који се у то време налазио у Георгијевску, саветовао је Ираклија да избегне “трошкове и сукобе” док се ИраклијеII, заједно са Соломоном II и неким Имеритима кретао у правцу југа ка Тбилисију, како би зауставио персијанце.
Са половином својих трупа Ага Мохамед је прешао реку Арас. Они су сада марширали ка Тбилисију, где ће се одиграти велики сукоб између персијанаца и грузијске војске. Ираклије II успео је да мобилише 5000 људи, укључујући и неких 2000 људи из суседне грузијске краљевине Имеритије које је предводио краљ Соломон II. Грузијци су се налазили у безнадежној систуацији јер су били вишеструко надбројани, и поред жестоког отпора на крају су били поражени. Кроз неколико сати, персијски шах Ага Мохамед Хан ставио је под пуну контролу главни град Грузије. Персијска војска марширала је назад натоварена великим пленом и хиљадама заробљеника.
На овај начин, након освајања Тбилисија биће успостављена ефективна контрола над Источном Грузијом, да би Ага Мохамед Хан и формално био крунисан 1796. године у Мугахалској равници (данашњи Азербејџан). Према белешкама из Кабриџке историје Ирана; “Руски клијент, Грузија, био је кажњен, а руски престиж, оштећен.” Ираклије II врато се у град како би покренуо његову обнову, али разарања која је град доживео задала су смртан ударац свакој даљој нади и новим пројектима. Након лекције коју је добио током пада Тбилисија Генерал Гудович је кривицу свалио на саме грузијце.  Како би се повратио руски престиж, Катарина II је објавила рат Персији, на предлог Гудовича , и послала војску под командом Валеријана Зубова на области које су се налазиле под управом Каџарске Персије априла исте године, али је нови цар Павле I који је наследио Катарину II у новембру, на кратко опозвао ту одлуку.

## Последице и припајање царској Русији
Обнова персијске власти над грузијом овга пута била је кратког века, у наредних неколико година наставило се са превирањима и напетостима. Године 1797. Ага Мохамед Хан убијен је у свом шатору док се налазио у Шуши, главном граду Карбанашког Ханата, који је освојио неколико дана раније. Затим је 14. јануара 1798. године преминуо цар Ираклије II , а на трону га је наследио његов најстарији син , Георгије XII, (1746–1800) који је 22. фебруара 1799. одредио за свог наследника свог најстаријег сина принца Давида (Давид Багаритон-батонишвили) 1767–1819. Исте године, долази до вакуума моћи у самој Грузији, до овга је углавном дошло због Ага Мохамед Ханове смрти, након чега су руске трупе ушле у Тбилиси. На основу члана VI споразума из 1783. године, цар Павле I је потврдио Давиду право да заузме очево место као краљ од 18.априла 1799. године. Међутим, дошло је до сукоба између многобројних синова грузијског владара око тога ко ће владати после смрти оца, Ираклије II је променио редослед наслеђивања под утицајем своје жене царице Дарје, при чему су били фаворизовани синови његове млађе браће која су преминула у односу на сопствене синове. Током динамичног преокрета који је затим уследио, грузијски владар је затражио од Павла I да запоседне Картли-Кахети, како би свладао побуњене великаше из династије Багаритион, и управљо њима из Санкт Петербурга, под условом да се Георгију и његови наследницима омогући нормална владавина — у ствари, понудио је династији Багаритон да дође под директну управу царева династије Романов. Са персијске стране се идаље настављало са притисцима, што је Георгија XII натерало да захтева руску интервенцију.
Павле је условно прихватио ову понуду, али пре него што су преговори били завршени, он се предомислио и издао указ 18. децембра 1800. године о припајању (анексији) Картли-Кахети и свргавању династије Багаритион. Павле је недуго затим убијен у дворском преврату. Затим је из Русије речено, да се његов син и наследник Александар I одриче припајања у корист династије Багаритион, али због немогућности одређивања легитимног наследника престола, 12. септембра Александар I је потврдио одлуку свог оца о припајању Русији. У међувремену, цар Георгије XII умире 28. децембра 1800. године, пре него што је сазнао да је изгубио престо. До следећег априла, руске трупе преузеле су контролу над управом у земљи и у фебруару 1803. године принц Давид Багратион је у пратњи руских трупа из Тбилисија стигао у Петроград.
Овакав развој догађаја није натерао Персију да одустане од својих права поводом Грузије, која је у последња три века била делом персијских поседа на Кавказу,  анексија Картли-Кахета означила је почетак неизбежних ратова у 19. веку између Русије и Персије што ће се касније само потврдити Руско-персијским ратом (1804–1813) и Руско-персијским ратом (1826–1828). Ратом од 1804—1813. године, постигнута је кључна победа над Персијом код реке Загам , Тбилиси је био поштеђен нових персијских разарања, а завршио се Миром у Гулустану, којим је Персија била приморана да и званично преда источну Грузију, Дагестан, као и већи део данашњег Азербејџана Русији. Током рата од 1826—28. године Русија је од Персије преотела данашњу Јерменију , Нахичевански Ханат, Таљишко Ханство и Игдир, чиме су током 1928. године, завршена освајања свих кавкаских територија на Транскавказу и Северном Кавказу од Персије, што је обезбедило стварање изузетно јаког упоришта на Кавказу. Делови западне Грузије ће касније бити придодати царству током ратовима против Османског царства, и током 19. века.
Руске трупе остале су у Тбилисију до јула 2001. године, остављајући ту земљу након нешто више од 200 година.